# Sheila Ford Hamp
Sheila Firestone Ford Hamp (Detroit, 1951) è una dirigente d'azienda statunitense.
È la principale proprietaria e chairperson dei Detroit Lions della National Football League ed è stata vice chairperson dal 2014. È succeduta alla madre Martha Firestone Ford il 23 giugno 2020. Si è laureata alla Yale University nel 1973 dove ha giocato a tennis giovanile.

## Biografia
Sheila Ford è nata da William Clay Ford Sr. e Martha Firestone Ford nel 1951. Ha guadagnato un bachelor's degree a Yale nel 1973, nella prima classe che includeva le donne. Ha ricevuto un master's degree in scienze dell'educazione alla Boston University.
Ford Hamp è stata coinvolta nella gestione dei Detroit Lions dal 2014 quando sua madre prese il controllo della squadra. Nel 2015, Ford Hamp fu coinvolta nella decisione di licenziare Tom Lewand e Martin Mayhew.  Nel 2019 fu tra coloro che decisero di conservare il general manager Bob Quinn e il capo-allenatore Matt Patricia. Nel 2020, Ford Hamp è divenuta proprietaria di maggioranza dei Lions al posto della madre.
Ford Hamp è sposata con Steve Hamp e vive con il marito e tre figli ad Ann Arbor.